# İlker Çatak
İlker Çatak (Berlim, 11 de janeiro de 1984) é um cineasta alemão. Ele fez seu nome tanto na indústria de curtas quanto de longas-metragens. Com seu filme de formatura Sadakat, ele conquistou o Student Academy Awards em 2015. Sua filmografia inclui obras como Es war einmal Indianerland, Es gilt das gesprochene Wort e Das Lehrerzimmer, que ganharam inúmeros prêmios para Çatak.

## Carreira
Çatak nasceu em Berlim em 1984, filho de imigrantes turcos. Quando criança, foi um aluno bem-sucedido, mas difícil na escola. Ele tinha "boas notas, mas estava sempre disposto a discutir ou mesmo discutir com os professores". Aos doze anos mudou-se para Istambul e formou-se na escola da embaixada de lá. Ele então retornou à Alemanha e trabalhou para produções cinematográficas alemãs e internacionais durante quatro anos. A partir de 2005, realizou seus próprios curtas-metragens e também trabalhou como diretor de filmes publicitários, inclusive para Allianz SE, Deutsche Telekom e Audi. Em 2009, Çatak formou-se em direção de cinema e televisão pela Universidade Dekra para Mídia. Na temporada 2011-2012, foi um dos cinco graduados a participar da Bolsa de Autores de Nuremberg e escreveu o roteiro Der Spätkauf. Çatak completou seu mestrado na Hamburg Media School. Enquanto estudava, fez o curta-metragem Wo wir sind, que chegou à seleção final do Student Academy Awards, mas não ganhou. Seu filme de formatura Sadakat (2014) esteve novamente na seleção final no ano seguinte e conseguiu conquistar a premiação. Ele também venceu a competição de curtas-metragens do Festival Max Ophüls em 2015, assim como seu filme Wo wir sind em 2014.
Em 2017, o primeiro longa-metragem de Çatak, Es war einmal Indianerland, foi lançado nos cinemas alemães. Seguiu-se em 2019 o longa-metragem Es gilt das gesprochene Wort, que lhe rendeu indicações para o Prêmio de Cinema Alemão 2020 nas categorias melhor diretor e melhor roteiro. Em 2023, foi lançado o drama Das Lehrerzimmer, que recebeu cinco prêmios de cinema alemão, inclusive para Çatak nas categorias de direção e roteiro. Um ano depois, a obra recebeu indicação ao Oscar de melhor filme internacional.
Junto com seu ex-colega Johannes Duncker fundou a produtora 24LiesPerSecond. Ambos também trabalharam juntos em projetos de curtas e longas-metragens, incluindo Das Lehrerzimmer.

## Filmografia
- 2008: Zwischen den Ufern
- 2008: Ayda
- 2010: Als Namibia eine Stadt war…
- 2013: ZeitRaum
- 2013: Alte Schule
- 2013: Wo wir sind
- 2014: Wir sind bereit
- 2014: Sadakat
- 2017: Es war einmal Indianerland
- 2019: Es gilt das gesprochene Wort
- 2021: Räuberhände
- 2021: Tatort: Borowski und der gute Mensch
- 2023: Das Lehrerzimmer